# Europa Press
Europa Press é uma agência privada de notícias espanhola. Foi fundada em 1953, e difunde maioritariamente em castelhano durante 24 horas aproximadamente mais de 3.000 informações diárias.
Estas informações, de carácter geral e especializado, em formato texto e audiovisual, são uma das principais fontes informativas dos meios de comunicação e principais gabinetes de imprensa.
Em 30 de maio de 2017, a Europa Press celebrou o 60 aniversário da sua fundação com um jantar de gala, presidida pelos Reis da Espanha, dom Felipe e dona Letizia, e a assistência de numerosos representantes do mundo político, social e empresarial da Espanha.